# Jean-Paul James
Pour les articles homonymes, voir James.
Jean-Paul James, né le 14 juillet 1952 à Rennes, est un évêque catholique français, archevêque de Bordeaux depuis 2019, après avoir été évêque de Beauvais puis de Nantes.

## Biographie
Jean-Paul James est le fils de Marcel James et de Denise Lelièvre. Il est formé par les Scouts unitaires de France.

### Formation
Ancien élève de l'École nationale de la statistique et licencié en sciences économiques, Jean-Paul James travaille pendant six ans à l'Institut national de la statistique et des études économiques (INSEE) avant d'entrer au grand séminaire de Rennes. Il complète sa formation à Rome où il obtient une licence de théologie morale à l'université pontificale grégorienne.
Il est ordonné prêtre le 22 septembre 1985 pour le diocèse de Rennes.

### Diplômes
Il possède une licence en sciences économiques et une licence en théologie morale.

### Principaux ministères
Après avoir été premier chapelain de Saint-Louis-des-Français à Rome de 1985 à 1989 en parallèle avec ses études, il revient dans le diocèse de Rennes, comme professeur de théologie morale au grand séminaire, et responsable du service diocésain des vocations de 1990 à 1999, puis comme recteur du séminaire Saint-Yves de Rennes de 1999 à 2003.
Il est également accompagnateur d'un foyer de personnes handicapées de la communauté de L'Arche de 1990 à 2003, et membre du Conseil permanent de la Conférence des évêques de France.

### Évêque
Il est nommé évêque du diocèse de Beauvais, Noyon et Senlis le 9 janvier 2003 par le pape Jean-Paul II. Consacré le 6 avril suivant par François Saint-Macary, archevêque de Rennes, assisté de Guy Thomazeau, archevêque de Montpellier et Thierry Jordan, archevêque de Reims, il prend canoniquement possession du diocèse.
Le 8 juillet 2009, il est nommé évêque de Nantes par le pape Benoît XVI, à la suite de la démission canonique de Georges Soubrier.
Il prend canoniquement possession du diocèse de Nantes le 1er octobre 2009. Il est reçu officiellement dans sa cathédrale le 25 du même mois.
Au sein de la Conférence des évêques de France, il est membre de la commission doctrinale. Le 8 novembre 2008, il est réélu au sein de celle-ci pour un mandat de trois ans.
Il est nommé archevêque de Bordeaux et évêque de Bazas le 14 novembre 2019, par le pape François,, et déclare le même jour au journal Ouest-France : « J’ai eu une grande joie à vivre dans ce diocèse, alors je ne cache pas que ce départ est un certain arrachement. Mais je le vis sereinement, je vais faire d’autres rencontres ».
Il célèbre sa dernière messe dite « d'action de grâce » à la cathédrale Saint-Pierre-et-Saint-Paul de Nantes le dimanche 5 janvier 2020 avant de partir définitivement pour Bordeaux,. Lors de son homélie, il dit : « être évêque à Nantes, avec vous, je vous l'assure ça n'a pas été monotone ! Le témoignage de votre disponibilité m'a aidé à dire oui pour cette nouvelle mission à Bordeaux ».
Le 9 janvier 2020, Jean-Paul James présente au collège des consulteurs et à la chancelière du diocèse la bulle apostolique, envoyée par le pape François. Il prend ainsi possession du diocèse de Bordeaux et Bazas selon la formule, « pris possession du diocèse de Bordeaux et Bazas », au titre du canon 382§3.
Son installation a lieu le 26 janvier suivant, dimanche de la Parole, à 15 h à la cathédrale Saint-André de Bordeaux,. Au cours de la célébration, la chancelière du diocèse de Bordeaux présente, au Peuple de Dieu, la bulle apostolique du pape François, nommant Jean-Paul James, archevêque métropolitain de Bordeaux. La célébration est retransmise à la fois par RCF Bordeaux et Radio Fidélité, ainsi qu'en captation vidéo sur le site du diocèse de Bordeaux.

## Prises de position

### Pédophilie dans l'Église
En 2018, il déclare sur France Bleu Loire Océan : « Ce sont des actes scandaleux contre lesquels nous voulons lutter absolument ». Il ajoute : « S'il y a besoin d'un signalement au procureur, il sera fait », « Nous ne sommes pas au-dessus de la loi », « Une personne victime, c'est déjà une de trop, elle souffre et elle a besoin d'être accueillie. Je veux œuvrer pour lutter contre ce fléau-là ».
En février 2022, Jean-Paul James signe un protocole avec les procureurs des parquets de Bordeaux et de Libourne afin que toutes les infractions sexuelles commises par des membres de l'Église leur soient transmises.

## Ministères
- Diacre de l'Église catholique - 1984
- Prêtre de l'Église catholique - 22 septembre 1985
- Premier chapelain de Saint-Louis-des-Français (1985-1989)
- Professeur au séminaire Saint-Yves à Rennes (1990-1999)
- Recteur du séminaire Saint-Yves à Rennes (1999-2003)
- Évêque de Beauvais, Noyon et Senlis (2003-2009)
- Évêque de Nantes (2009-2019)
- Archevêque de Bordeaux, évêque de Bazas - 14 novembre 2019

## Les signes distinctifs de l’évêque

### Blason épiscopal

#### Nantes
Les armoiries de Jean-Paul James comme évêque de Nantes ont été présentées fin 2009.
Deux éléments symboliques figuraient sur cet écu :
- Les clefs de Saint-Pierre (entre la première et la dernière lettre de la ville de Nantes "N_S") signe des clefs du paradis et qui vient de son attachement fort à la cathédrale Saint-Pierre-et-Saint-Paul, Ainsi que sa propre crosse.
- Les 3 hermines, symbole de la Bretagne d’où il vient et qui fait écho au blason de la ville de Nantes. L'hermine et sa moucheture typique évoque le blasonnement d'hermine plain de la Bretagne, rappelant l'appartenance de la ville à l'ancien duché de Bretagne, dont Nantes a été l'une des capitales

#### Bordeaux
Les armoiries de Jean-Paul James comme archevêque de Bordeaux ont été présentées fin novembre 2020.
Les ornements extérieurs sont ceux de ses prédécesseurs sur le siège de Bordeaux : chapeau à 15 houppes (l'archevêque de Bordeaux porte le titre aujourd'hui honorifique de primat d'Aquitaine), croix archiépiscopale, pallium.
Le blason comporte une croix de Saint-André (patron principal du diocèse de Bordeaux), une coquille Saint-Jacques (évocation du nom de famille James et du patron secondaire de la cathédrale de Bordeaux), des mouchetures d'hermine (origines bretonnes)  et le lion d'Aquitaine (archevêque et primat)
Le blasonnement est : "Ecartelé en sautoir au 1, de gueules au léopard d’or armé et lampassé d’azur ; au 2 et 3 d’azur à la moucheture d’hermine d’argent ; au 4, d’azur à la coquille d’or ; brochant sur le tout un sautoir d’or."

### Devise épiscopale
La devise épiscopale est empruntée au chapitre 4 du Deuxième épître de saint Paul aux Corinthiens : « Nous sommes vos serviteurs à cause de Jésus » (2 Co 4,5).

### Crosse
Jean-Paul James possède une crosse en bois toute simple gravée de sa devise épiscopale.

### Anneau épiscopal
Jean-Paul James possède un anneau épiscopal réalisé à partir de l'alliance de mariage de ses parents qui sont décédés. C'est un anneau large d'argent coupé au milieu par un jonc d'or avec une croix sur le dessus.

## Distinctions
- Chevalier de la Légion d'honneur (9 novembre 2012) au titre de son engagement dans la société civile.